# El castillo (película de 2023)
El castillo es un documental argentino de 2023 escrita y dirigida por Martín Benchimol.
La película fue seleccionada para competir en el Festival de Cine de Berlín 2023 en la sección Panoramas. Obtuvo el premio de la sección Horizontes Latinos en el Festival de San Sebastián 2023.

## Sinopsis
Justina y su hija Alexia intentan mantener la enorme casa que la antigua ama de llaves ha heredado de su jefe. Pero las dos mujeres indígenas no tienen medios para pagar el mantenimiento de la decadente propiedad. El dinero que obtienen de la venta por internet del contenido de la casa y de su ganado es sólo una gota en el océano. Además, la familia del antiguo propietario las visita regularmente e insiste en seguir tratando a Justina y Alexia como sirvientas. Alexia se niega a seguir aceptando este papel; pretende volver a la ciudad para trabajar como mecánica de coches y empezar a conquistar el mundo como piloto de carreras.
La mezcla de imágenes documentales y escenas dramatizadas teñidas de horror convierte la casa en un castillo encantado que se niega a abandonar a sus habitantes. La deficiente recepción del teléfono móvil se convierte en una metáfora de la marginación de la pareja, que lucha contra sus circunstancias. Las insalvables barreras de clase que existen en Argentina sirven para mantener a Justina cautiva en su clase social, incluso después de que ella misma se convierta en propietaria de una casa y un terreno. Un oscuro cuento de hadas.

## Reparto
- Alexa Olivo como la hija
- Justina Olivo como la madre

## Premios y nominaciones
| Premio/Festival de Cine   | Fecha del evento               | Categoría          | Nominado    | Resultado | Ref.  |
| ------------------------- | ------------------------------ | ------------------ | ----------- | --------- | ----- |
| Festival de Berlín        | 15 al 25 de febrero de 2023    | Panoramas          | El castillo | Nominado  | [ 2 ] |
| Festival de Lima          | 10 al 18 de agosto de 2023     | Documental         | El castillo | Nominado  | [ 4 ] |
| Festival de San Sebastián | 22 al 30 de septiembre de 2023 | Horizontes Latinos | El castillo | Ganador   | [ 5 ] |